# Troglocaris schmidti
Troglocaris schmidti is een garnalensoort uit de familie van de Atyidae. De wetenschappelijke naam van de soort is voor het eerst geldig gepubliceerd in 1853 door Dormitzer.